# China Taipéi en los Juegos Olímpicos de Atlanta 1996
China Taipéi (Taiwán) estuvo representada en los Juegos Olímpicos de Atlanta 1996 por un total de 74 deportistas, 32 hombres y 42 mujeres, que compitieron en 14 deportes.
El portador de la bandera en la ceremonia de apertura fue el tirador Tu Tsai-Hsing.

## Medallistas
El equipo olímpico obtuvo las siguientes medallas:
| Nombre    | Deporte       | Competición  |
| --------- | ------------- | ------------ |
| Oro       |               |              |
| —         |               |              |
| Plata     |               |              |
| Chen Jing | Tenis de mesa | Individual F |
| Bronce    |               |              |
| —         |               |              |